# Hameshaa
Hameshaa (Hindi: हमेशा, hameśā; Urdu: ہمیشا, übersetzt: Ewigkeit) ist ein Bollywoodfilm aus dem Jahr 1997.

## Handlung
Raja träumt von seiner Traumfrau, die er eines Tages zufällig trifft. Es ist Rani, eine neue Medizinstudentin, die ihn nach dem Schulbüro fragt. Er verkleidet sich und folgt ihr. Mit ein paar Tricks kommt er an ihre persönlichen Daten. Raja versucht Ranis Herz zu gewinnen. Er läuft ihr ständig hinterher und kauft ihr ein Halstuch.
An einem verregneten Tag trifft Rani Yash Vardhan, Rajas besten Freund, der sie mitnimmt. Auch er verliebt sich in Rani, die mittlerweile mit Raja zusammen ist. Rani schließt Freundschaft mit Yash.
Bei einem Treffen erzählen sich Yash und Raja, dass sie sich verliebt haben. Eines Tages sieht Yash zufällig Raja und Rani sich umarmend auf den Felsen und weiß nun, wer Rajas Geliebte ist. Als Raja einige Zeit später Yash seine Freundin vorstellen möchte, stürzt Yash ihn die Felsen hinunter. Rani ist Zeugin diesen Mordes und verspricht Yash, dass sie beide wiedergeboren und sich wieder lieben werden. Dann stürzt sie sich in den Tod.
22 Jahre später: Yash sieht zufällig Rani in einer Zeitschrift. Reshma, die Wiedergeburt von Rani, ist eine Tänzerin. Yash sieht ihren Auftritt und folgt ihr nach Hause. Sie lebt mit ihrem Vater in ärmlichen Verhältnissen. So lässt Yash ihnen Geld zukommen und lädt sie bei sich zu Hause ein, um ihren Vater zu pflegen. Yash lebt noch immer mit seiner Mutter Dai Ma in einem großen Haus.
Aus Reshma wird eine wunderschöne Dame. Yash will sie sofort heiraten und sie wollen zusammen die Hochzeitsringe aussuchen. Da entdeckt Reshma einen jungen Mann. Es ist Raju, die Wiedergeburt von Raja. Sie spürt, dass er ihr Schicksal ist. Auch Yash erkennt Raju und zieht Reshma mit sich weg.
In einem Traum erinnert sich Reshma an ihr vorheriges Leben und sieht, dass Yash der Übeltäter ist. Sie macht Raju ausfindig, um ihm zu erklären, dass sie sich im früheren Leben geliebt haben und zusammengehören. Aber Raju nimmt ihr die Geschichte von Raja und Rani nicht ab.
Wieder zu Hause, entdeckt Reshma ihr Halstuch und ein Fotoalbum mit alten Fotos von Yash und Raja in Yashs Schrank. Sie zeigt sie ihrem Vater, der ihr dann zur Flucht verhilft. Als Yash dies von seiner Mutter erfährt, sucht er Reshma mit einigen Bediensteten.
Raju ist am Bahnhof um weiterzureisen. Dort merkt er, dass er sich in Reshma verliebt hat und sie ihm sehr vertraut ist. Reshma kommt mit dem Fotoalbum und dem Halstuch in den Bahnhof und zeigt sie Raju. Währenddessen erzählt sie von den damaligen Vorfällen und langsam erinnert sich Raju an sein vorheriges Leben. Beide steigen schnell in den fahrenden Zug ein und fliehen vor Yash. Damit sie aber nicht so schnell erwischt werden, springen sie später vom Zug und gehen zu Lakshman, einen alten Freund von Raja, der sie versteckt.
Als Reshma in ihrem Versteck etwas hört, bittet sie Raju nachzusehen. Und da steht Yash, der sofort auf Raju einschlägt und Rani anschließend mit dem Wagen entführt. Raju kommt langsam wieder zu sich und folgt den beiden. Er nimmt eine Abkürzung und steht dann vor ihnen auf der Straße. Schnell greift Reshma in das Lenkrad, um Raju nicht zu verletzen. Dadurch überschlägt sich das Auto und bleibt kurz vor einem Abgrund liegen. Raju zieht Reshma aus dem Wagen, während Yash sich selbst befreit. Erneut kommt es zwischen ihnen zu einer Schlägerei an der Stelle, wo Yash Raja den Berg hinuntergestürzt hatte. Doch diesmal ist es umgekehrt und Raju lässt Yash fallen. Raja und Rani sind endlich wieder vereint.